# Mabumi Yamaguchi
Mabumi Yamaguchi (jap. 山口 真文, Yamaguchi Mabumi; * 1. September 1946 in Karatsu, Präfektur Saga) ist ein japanischer Jazzmusiker (Tenor- und Sopransaxophon).
Mabumi Yamaguchi war ab den späten 1960er-Jahren in der japanischen Jazzszene aktiv; 1971 spielte er in Yōsuke Yamashita Bigbandprojekt Trio with Brass 12 (Album Introducing Takeo Moriyama). In den folgenden Jahren arbeitete er u. a. mit George Ōtsuka, Sunao Wada/Tsuyoshi Yamamoto, Hiromasa Suzuki, Motohiko Hino, Kimiko Kasai und Fumio Karashima. 1976 nahm Yamaguchi sein Debütalbum After the Rain (Union) auf, in Quartett- und Quintett-Besetzung mit Fumio Karashima, Kazumi Watanabe, Nobuyoshi Ino und George Otsuka. 1978 folgte das Album Leeward (Union), mit Ichirō Doi, Ikuo Sakurai und Hideo Sekine.
Bei einem New-York-Aufenthalt entstand 1981 mit Kenny Kirkland, Miroslav Vitouš und Tony Williams die Produktion Mabumi. In den 1980er- und 1990er-Jahren arbeitete er u. a. noch mit der Formation The Players (mit Hiromasa Suzuki, Tsunehide Matsuki, Akira Okazawa, Yuichi Togashiki, Bobby Thomas, Jr.), außerdem mit Sakurako Ogyu, Shigeharu Mukai und Aoi Katō. Der Diskograf Tom Lord listet seine Beteiligung im Bereich des Jazz zwischen 1971 und 2011 bei 22 Aufnahmesessions.

## Diskographische Hinweise
- Regalo (Mabumi, 1996), mit Hiroshi Irie, Nobuyuli Mizukami, Taro Koyama
- Evening (Mabumi, 2011), mit Mayuko Katakura, Kunpei Nakabayashi, Nobuyuki Komatsu